# 560
560 (DLX) fue un año común comenzado en jueves del calendario juliano, en vigor en aquella fecha.

## Acontecimientos
- El cronista visigodo católico Juan de Biclaro viaja a Constantinopla.
- Conversión de los suevos al catolicismo (hipótesis no confirmada).
- Los sasánidas de Persia establecen una alianza militar con los turcos provenientes del Altai, en Asia Central.[1]

## Nacimientos
- Nace en Hispalis Isidoro, el menor de los 4 hijos (junto al mayor, Leandro, Fulgencio y Florentina) de un noble hispanorromano y una aristócrata visigoda de Cartago Nova, huidos a Sevilla por la invasión romana oriental de su ciudad. Sus padres morirían siendo él niño, por lo que los tres hermanos fueron educados severamente por el mayor, Leandro. Todos ellos serían santos.

## Fallecimientos
- Clodoaldo, príncipe de los francos, santo.